# Historia de la provincia de Misiones

Bandera de la Provincia de Misiones.

El Gobierno de las Misiones Guaraníes hasta 1800, año de la pérdida de su propia autonomía, recobrada en 1803 hasta 1805, 1810 a 1811, 1815 hasta 1819, 1821 hasta 1841 y por último, en 1954 en adelante, y el reparto de sus territorios:
- La primera pérdida territorial siendo un gobierno político y militar rioplatense, luego de la expulsión jesuítica, fue el 23 de agosto de 1768, cuando la reducción de Nuestra Señora de Belén —al este de la actual Concepción del Paraguay del departamento homónimo— y las reducciones de San Joaquín sobre el río Acaray y San Estanislao cerca del río Mondaí —actuales departamentos paraguayos de Caaguazú y de San Pedro, respectivamente— fueran anexados a la entonces gobernación del Paraguay que también dependía del gran Virreinato del Perú.
- Ocurrió un nuevo reparto al final de la etapa colonial, a través del río Paraná, entre la intendencia del Paraguay (con el territorio entre los ríos Tebicuary y Paraná) y la de Buenos Aires (que se quedó con la mayor parte), siendo ambas intendencias creadas el 28 de enero de 1782 —dentro del nuevo Virreinato del Río de la Plata que había sido fundado provisionalmente el 1º de agosto de 1776— pero que perdió las Misiones Orientales a favor de los luso-brasileños en 1801.
- En 1810 la Primera Junta la transformó en intendencia de Misiones. Al volverse a anular su autonomía en 1811, perdió definitivamente a favor de los paraguayos la orilla derecha del río Paraná, y con lo restante se formaron dos protectorados o tenencias de gobierno hasta 1815, de Candelaria (en la orilla izquierda, con Concepción desde 1814) para Paraguay y el resto del gran territorio hasta Paysandú —o tenencia de gobierno de Misiones Guaraníes— para la intendencia de Buenos Aires que, en 1813, cedía a la nueva Provincia Oriental el territorio noroeste del río Negro, al este del río Uruguay, aunque éste se perdiera a favor de los luso-brasileños en 1818.
- En este último año, a la provincia de Entre Ríos le fue cedido el territorio entre los ríos Mocoretá y Yeruá. Tuvo nueva pérdida autonómica —al igual que Corrientes— con la anexión entrerriana del territorio remanente (entre los ríos Paraná y Uruguay) de 1820 a 1821, año en que la recobró nuevamente.
- En 1822 los correntinos se quedaron con el territorio entre las desembocaduras de los ríos Miriñay y Mocoretá, y en el mismo año, los paraguayos volvieron a ocupar Candelaria hasta 1832 y otra vez desde 1834 (hasta 1865).
- A favor de la provincia de Corrientes cedió en 1827, la región al sur del río Aguapey hasta el Miriñay, en la orilla occidental del río Uruguay. El territorio remanente entre Candelaria y el río Paraná (actual Misiones), fue ocupada entre 1841 y 1865 por Paraguay, luego de repartírsela ilegalmente con la provincia de Corrientes que luego de la guerra se anexó todo el territorio ocupado por el vecino país hasta 1881, año en que Misiones se federalizó pero perdió, en 1895, la zona del nordeste del entonces Territorio Nacional, llevando la frontera a los ríos San Antonio y Pepirí Guazú, a favor del Brasil.
- La actual provincia argentina de Misiones es el principal de los territorios remanentes que integraron las Misiones jesuíticas guaraníes.

## Historia colonial
La provincia estuvo originalmente poblada por etnias del grupo lingüístico Ge como las de los káingang, que sobre el 1000 d. C. fueron desplazados por los mbyás, y los xokleng. Hacia el siglo XV comenzó la expansión de la cultura guaraní procedente de la Amazonia.
Los avá  o guaraníes pertenecían a una de las razas más  extraordinarias  del  Nuevo Mundo, eran  inquietos guerreros  y conquistadores que practicaban el canibalismo. Se hallaban, cuando los europeos pisaron por primera vez estas tierras, en un estadio cultural neolítico, con inicios una agricultura avanzada, una ganadería primitiva, la organización urbana en aldeas formadas por chozas multifamiliares y conocimientos avanzados en el trenzado, la alfarería y el tejido. 
El vocablo “guaraní“ significa “Guerrero” haciendo alusión al carácter belicoso de este pueblo. Se referían a sí mismos como “avá” (hombre), al considerarse seres superiores frente a los otros grupos indígenas. Los guaraníes constituían una rama del grupo Tupí Guaraní y poblaban la Paraguaria. Ruy Díaz de Guzmán dice que algunas tribus guaraníes tenían incluso ropas de paño 
Eran extremadamente dinámicos y ambiciosos. Como los antiguos judíos iban a buscar lejos de sus tierras solariegas nuevos escenarios para su indiscutible espíritu de aventura y de trabajo. De esta manera llegaron a explotar y extender su dominación sobre gran parte del centro y del Sur de la América, pero no constituyeron un imperio, como los Mexicas y los Incas.  El primer europeo en llegar a la región fue Sebastián Gaboto que, remontando el río Paraná en diciembre de 1527, halló los saltos de Apipé, los que no pudo pasar, situados en lo que posteriormente en épocas coloniales sería el límite de Misiones y Corrientes, siendo actualmente parte de esta última provincia.

### Álvar Núñez Cabeza de Vaca
En 1541, Álvar Núñez Cabeza de Vaca llegó a las cataratas del Iguazú en su viaje desde la isla de Santa Catarina hasta la villa de Asunción del Paraguay.
Arribaría a dicha isla, en el territorio que entonces era llamado La Vera o Mbiazá y que correspondía a la gobernación del Paraguay y actualmente es parte del estado brasileño de Santa Catarina.
Desde la mencionada isla de Santa Catalina arrancó en un viaje por tierra, a lo largo de casi cinco meses, con el propósito de llegar a la entonces villa y fuerte de Asunción del Paraguay, sede de la gobernación del Río de la Plata. Guiado por indígenas tupís guaranís cruzó con su expedición por la selva misionera, varios ríos de la Cuenca del Plata y las montañas de la Sierra Geral. Fue el primer europeo que describió las cataratas del Iguazú, cuya zona se halla poblada desde hace más de 10 000 años:

El río da un salto por unas peñas abajo muy altas, y da el agua en lo bajo de la tierra tan grande golpe que de muy lejos se oye; y la espuma del agua, como cae con tanta fuerza, sube en alto dos lanzas y más.

Pronto entró en conflicto con los capitanes y colonos españoles establecidos en Asunción que, alentados por Domingo Martínez de Irala, rechazaban la autoridad del gobernador y sus proyectos de organizar la colonización del territorio olvidándose de perseguir los quiméricos tesoros de los que hablaban los mitos indígenas.
Su propósito de erradicar la anarquía y domeñar a los insurgentes provocó que los descontentos se sublevaran en 1544 y enviaran a Cabeza de Vaca a España acusado de abusos de poder en la represión de los disidentes (como el incendio de Asunción en 1543). En realidad, por haber exigido el cumplimiento de las Leyes de Indias, entre otras medidas poco políticas: Asunción del Paraguay era conocida como «El paraíso de Mahoma», por la extendida práctica de la poliginia, que Cabeza de Vaca intentó erradicar. El Consejo de Indias le desterró a Orán en 1545. Pena que, quizá, no llegó a cumplir pues Cabeza de Vaca recurrió la sentencia y siguió peleando hasta el final de su vida con el propósito de ver restablecido su honor, ya no su hacienda.

### Gobernación de las Misiones Guaraníes
Las Fundaciones
En el siglo XVII la Compañía de Jesús llegó a la zona. Estos jesuitas iniciaron su actividad creando reducciones. En pocos años, llegaron a crear 30 pueblos, en donde los guaraníes, que ya empezaban a practicar la agricultura, terminaron de adoptar el sedentarismo.

Los jesuitas crearon la llamada "Provincia de las Misiones" que originalmente tenía como límite oriental la Línea de Tordesillas y como límite septentrional (aproximado) el paralelo 20ºS (al este del río Paraná sus límites efectivos septentrionales venían dados por el río Paranapanema o Paranapané, es decir, toda la región llamada La Pinería o Guayrá.
El Guayrá o la Pinería, era la extensa región comprendida entre los ríos Iguazú, Paraná y Tieté (o Añembý, río que separaba a los guaraníes ―aliados de los españoles― de los tupí ―aliados de los portugueses― y la línea del Tratado de Tordesillas. El ámbito de acción jesuita se desarrolló en es territorio más reducido entre los ríos Paraná, Iguazú, Tibagí y Paranapanema. Hacia esa región fueron enviados los sacerdotes jesuitas José Cataldino y Simón Mazetta (según otras fuentes: Maseta, Masseta, Maceta y Masceta), quienes salieron de Asunción el 8 de diciembre de 1609 enviados por el obispo Lizárraga y por el gobernador Hernandarias con instrucciones del provincial jesuita Diego de Torres Bollo para hacer apostolado en la extensa región del Guayrá. Estos padres fundaron las reducciones de Nuestra Señora de Loreto del Pirapó y San Ignacio Miní I en 1610 a orillas del río Paranapanema, junto al río Pirapó la primera y en la zona llamada Itambaracá la segunda.
- En 1612 fueron enviados al Guayrá los sacerdotes Antonio Ruiz de Montoya y Antonio de Moranta, quien se enfermó y regresó a Asunción desde Mbaracayú. Ruiz de Montoya continuó hacia el Guayrá y luego se le unió el sacerdote Martín Xavier Urtaner (o Urtazu). Cataldino y Urtaner rigieron San Ignacio Miní y Mazeta y Ruiz de Montoya a Loreto. En 1622 Ruiz de Montoya fue designado Superior de la Misión del Guayrá como sucesor de Cataldino, ese año ambos jesuitas y el padre Diego de Salazar fundaron la reducción de San Francisco Javier sobre el río Tibajiba (hoy río Tibagí) en la región llamada Ibitirambetá o Tayaty, quedando en ella Cataldino.

- La reducción de San José fue fundada en 1625 entre el río Ivaí (o Huybay) y el Tibagi en la región de Tucuty por Ruiz de Montoya y Simón Masseta, quien quedó en ella.[5] Junto a Cristóbal de Mendoza (quien quedó en la reducción), Ruiz de Montoya fundó también en 1625 la reducción de Encarnación I en la región de Nivatinguí al este de San Javier.

- Simón Mazeta fundó Apóstol San Pablo en 1626 sobre el río Iñeay (o Inia), en el límite de las regiones de Tayaty y Tayaoba. Luego Ruiz de Montoya fundó una reducción en tierras del cacique Tayaoba, pero fue destruida inmediatamente, persistió y logró establecer en 1627 Siete Arcángeles entre los tayaobas.

- En la región de los gualachíes, Ruiz de Montoya junto con Francisco Díaz Taño (quedó en ella) fundaron Purísima Concepción (o Inmaculada Concepción) en 1627. Ese año se produjo la primera incursión de bandeirantes en el Guayrá al atravesar el río Tibagí, pero el padre Cristóbal de Mendoza logró contenerlos para que no ataquen a los reducidos.

- Ruiz de Montoya junto con Cristóbal de Mendoza fundaron San Miguel (1627) en el Ibianguy o Ibitirucú, y junto a Pedro Mola (quedó en ella) fundó San Antonio (1627) en el Ibiticoy.

- Santo Tomás (1627) fue erigida por Francisco Díaz Taño en el lugar en donde se hallaba un cementerio, en el que se había difundido la creencia que estuvo allí el apóstol Santo Tomás en su paso hacia la India.

- Jesús y María (1628) fue fundada por Ruiz de Montoya y Simón Mazeta (quedó en ella), destruida por los bandeirantes fue reedificada en 1629 e inmediatamente trasladada cerca del río Ivai por Ignacio Henard y vuelta a destruir en 1630.

- La última reducción fundada en el Guayrá fue San Pedro en los Pinares (1628) entre los gualachíes por José Cataldino.

#### El éxodo del Guayrá
Las reducciones del Guayrá fueron objeto de ataques por parte de los bandeirantes provenientes de São Paulo, quienes esclavizaban a los nativos para venderlos en las haciendas. Estos ataques comenzaron a partir de 1627 cuando los bandeirantes cruzaron el río Tibagí que era el límite de las misiones del Guayrá, en un primer momento para capturar a los indígenas no reducidos, pero en 1629 la reducción de San Antonio dio refugio a un cacique fugado de los esclavistas, lo que dio el motivo para el ataque de los bandeirantes a esta reducción, luego fueron destruidas San Miguel y Jesús y María la que fue reedificada y trasladada. Los sobrevivientes tuvieron que emigrar, con destino incierto en algunos casos. En 1630 los bandeirantes regresaron atacando la reducción de San Pablo, mientras que la de Encarnación fue despoblada ante el temor de un ataque. Ambas reducciones desaparecieron.
Luego, en 1630, fue destruida la de San Javier y abandonada la reducción de San José ante el temor de un ataque, los evacuados se reunieron en una villa cerca de Loreto. Ante el ataque bandeirante, los pueblos de la región de Tayaoba: Arcángeles, Santo Tomás y Jesús y María fueron evacuados por los jesuitas hacia el Salto del Guayrá en donde se unieron al éxodo, quienes quedaron en ellos fueron esclavizados. Atacaron luego las dos reducciones de la región de los gualachíes: San Pedro y Concepción. Este episodio de la historia inspiró la película: La Misión, de Roland Joffé.
Los sobrevivientes del Guayrá concentrados en las dos únicas reducciones que permanecían sin atacar (Loreto y San Ignacio Miní), a fines de 1631, siendo dirigidos por el padre Antonio Ruiz de Montoya protagonizaron el éxodo guayreño, en el que 12 000 indígenas en 700 balsas viajaron río abajo por el Paranapanema y luego por el Paraná. Los bandeirantes destruyeron las dos reducciones tres días después de la partida del éxodo. Cerca del Salto del Guayrá los encomenderos de Ciudad Real del Guayrá intentaron impedir la expedición, pero debieron desistir; los indígenas atravesaron por tierra los saltos del Guayrá en donde perdieron gran parte de sus embarcaciones y allí se les unieron 2000 guaraníes provenientes de las reducciones del Tayaoba dirigidos por el padre Pedro Espinosa. Desde allí Ruiz de Montoya, a petición del regidor de Santiago de Jerez, envió a los padres Diego Rançonnier, Justo Vanfurk y Mansilla a evangelizar la región de Itatín.
Tras grandes penurias divididos en grupos que avanzaron por tierra y por el río, lograron llegar a las reducciones de Natividad del Acaray y Santa María del Iguazú en donde recibieron auxilios para continuar luego por el Paraná hasta que en marzo de 1632 refundaron San Ignacio Miní y Nuestra Señora de Loreto a orillas del arroyo Yabebirí. Solo lograron llegar 4000 guaraníes. Los misioneros emigrados quedaron a las órdenes de Pedro Romero, superior de las Misiones del Paraná y del Uruguay hasta que Ruiz de Montoya fue nombrado superior de todas las misiones en 1636.

Localización de las misiones jesuíticas guaraníes en los actuales territorios de Argentina, Paraguay y Brasil.

Los encomenderos españoles de las ciudades de Villa Rica y Ciudad Real, participaron también en la captura de indígenas para incorporarlos a sus encomiendas. Los bandeirantes destruyeron luego las villas de Ciudad Real del Guayrá, Villa Rica del Espíritu Santo, Santiago de Jerez del Itatín y San Vicente de Ybiazá en la Vera.

#### La Guerra Guaranítica
Por orden real del 14 de octubre de 1726, ratificada el 28 de diciembre de 1743, los treinta pueblos de Misiones quedaron subordinados al gobernador de Buenos Aires, fijándose el río Tebicuary como límite con la Gobernación del Paraguay que debió ceder algunos pueblos.
La política conciliadora del segundo de los Borbones españoles, Fernando VI (1746-1759), que entendió prudente para España el alejarse de los conflictos internacionales en un tiempo de reconstrucción de su potencia económica y militar en el mundo es la explicación fundamental para el tratado de Madrid del año 1750.
Por el mismo, las misiones jesuíticas de la cuenca del alto Uruguay eran permutadas por la posesión de la Colonia del Sacramento, plaza portuguesa en la orilla izquierda del Río de la Plata, que desde su fundación en 1680 había pasado repetidamente de manos españolas a portuguesas.
El fundamento de este canje era para la Corona española el asegurarse el dominio de la entrada de la cuenca del Río de la Plata, puesto en entredicho por la existencia de Colonia, la cual, si bien los españoles habían podido tomar militarmente durante los diversos conflictos en que se vieron enfrentados a los lusitanos en la primera mitad del siglo XVIII, sistemáticamente volvían a entregarla a Lisboa en las mesas de negociación que ponían fin a las guerras.
Sin embargo, la cesión de las misiones jesuíticas a los portugueses era un precio oneroso para los obsesionados dirigentes políticos españoles. Desde su establecimiento, en 1609, los jesuitas habían podido crear una barrera real a la penetración portuguesa en el Río de la Plata y el Paraguay, conformando, de hecho, las únicas poblaciones permanentes en una frontera irresoluta y tradicionalmente despoblada, hecho que había facilitado el avance lusitano sobre ella.
Por otra parte, los jesuitas habían conseguido con la persuasión lo que los conquistadores rara vez pudieron con la espada: la pacificación de los indígenas en aquella zona de América, y su conversión en trabajador disciplinado y convertido al cristianismo.
Este valor agregado que los indígenas misioneros tenían (su integración social y la productividad de que eran capaces) los convirtió en objeto de la codicia de los bandeirantes, expediciones de cacería de indios que partiendo de ciudades como São Paulo, en el Brasil portugués, que buscaban de proveer de esclavos más baratos que los negros africanos a los hacendados portugueses para sus explotaciones agrícolas.
Durante todo el transcurso del siglo XVII y la primera mitad del siglo siguiente, las bandeiras y los indígenas misioneros, dirigidos por los jesuitas, se enfrentaron en sangrientos choques, generalmente favorables a estos últimos, como por ejemplo la batalla de Mbororé (sobre un afluente del curso superior del río Uruguay), en 1641.
Entre los años 1754 y 1756 se llevó a cabo la Guerra Guaranítica que enfrentó a los guaraníes misioneros con España y Portugal, debido a la cesión de los siete pueblos de las Misiones Orientales a Portugal y la obligación de trasladarse al occidente del río Uruguay.
A principios de 1754 el marqués de Valdelirios llegó a Buenos Aires procedente de España portando una Real Cédula por la que el rey ordenaba al gobernador de Buenos Aires, José de Andonaegui, tomar inmediatamente por la fuerza los Siete Pueblos y entregárselos a los portugueses. En una junta celebrada en la isla Martín García entre Valdelirios, Gomes Freyre y Andonaegui, se acordó que además de los cuerpos veteranos se convocarían milicias de Montevideo, Santa Fe y Corrientes. Andonaegui en mayo de 1754 concentró 1.500 soldados en el lugar denominado Rincón de las Gallinas (hoy Rincón de Haedo en la confluencia del río Negro con el Uruguay) y avanzó hacia la estancia de la Reducción de Yapeyú, a donde llegó en junio. Sin embargo el mal tiempo imposibilitó la campaña y una columna destacada hacia Yapeyú fue aniquilada por los guaraníes al mando de Rafael Paracatú, cacique de Yapeyú, por lo que Andonaegui desistió de continuar y se retiró desde el río Ibicuy hasta el Salto Chico del río Uruguay el 10 de agosto, siendo hostilizadas sus tropas por los rebeldes, aunque lograron capturar a Paracatú en el combate del Daymán y llevarlo a Buenos Aires. Las fuerzas portuguesas sufrieron los mismos problemas climáticos y los ataques guaraníes al mando del capitán José Sepé Tiarayú, quien atacó el Fuerte Jesús, María y José de Río Pardo donde fue vencido y capturado entre marzo y abril de 1754, pero la noche anterior a su ejecución burló la guardia y logró escapar. Los portugueses también debieron abandonar la campaña tras un armisticio celebrado en noviembre de 1754 en el río Yacuí. Charrúas, guenoas y minuanes hicieron causa común con los guaraníes y hostilizaron a los aliados además de vigilar sus movimientos.
Combates como el de Daymán, mostraron una superioridad ostensible de los aliados frente a las tropas indígenas. Estas, que tenían conocimiento del manejo de las armas de los blancos por su eterna lucha contra las bandeiras, se vieron superadas rápidamente. En varios encuentros, los indígenas llegaron a utilizar cañones cuya estructura era de caña tacuaruzú (del grueso de un brazo), pero que no hicieron mella en los invasores.
Las fuerzas españolas, mandadas por el gobernador de Buenos Aires, José de Andonaegui y el flamante gobernador de Montevideo José Joaquín de Viana, y las portuguesas, dirigidas por el gobernador de San Pablo y Río de Janeiro, Gomes Freire de Andrade, decidieron combatir juntas contra los sublevados en diciembre de 1755, quienes siguieron como jefe supremo al cacique Sepé o Sepee, cuyo nombre de bautismo era José Sepé Tiarayú.
En febrero de 1756 las fuerzas de Andonaegui reforzadas por 150 soldados procedentes de España, junto con 1.670 hombres del gobernador de Montevideo 1.200 soldados portugueses al mando de Gomes Freire, se reunieron en Santa Tecla para avanzar sobre San Miguel. Los guaraníes evitaron dar batalla y se limitaron a realizar una guerra de guerrillas.
En la sierra de Batoví, en uno de los encuentros de las guerrillas guaraníes con una columna aliada, el gobernador Viana mató personalmente a Sepé de un tiro de pistola. La jefatura del ejército indígena recayó en manos de otro caudillo, Nicolás Ñanguirú (palabra que en guaraní significaría "flecha del diablo"), otrora corregidor del pueblo de Concepción.
El 10 de febrero de 1756, al pie del cerro Caibaté, el ejército aliado, de unos 2.500 hombres, cercó a Ñanguirú y sus hombres y los exterminó. Quedaron en el campo de batalla 1.511 guaraníes muertos, entre ellos el propio caudillo Ñanguirú y 154 prisioneros, unos pocos centenares lograron huir. El ejército aliado sufrió solo 4 muertos (3 españoles y un portugués) y 30 heridos (10 españoles, entre ellos Andonaegui y 20 portugueses, entre ellos el capitán Luis Osorio). Al día siguiente entraron en San Miguel e intimaron la rendición a los demás pueblos, que la aceptaron excepto San Lorenzo.
Luego de este sangriento encuentro, cesó la resistencia, y las misiones jesuíticas se despoblaron, volviendo los indígenas a los montes para escapar de los portugueses. El 22 de marzo en Chumiebí se produjo otro combate en donde fueron dispersados los guaraniés.
Grupos guaraniés continuaron hostilizando el avance de los aliados y practicando la táctica de la tierra arrasada, quemando los pueblos de San Miguel y San Luis, aunque San Lorenzo fue capturado antes de que pudieran incendiarlo. Santo Ángel fue convertido en cuartel de las tropas españolas y San Juan Bautista de las tropas portuguesas. En mayo se produjo el último combate en San Miguel. El 8 de junio Andonaegui dio por terminada la guerra y supervisó la evacuación de los indígenas al occidente del río Uruguay, permaneciendo el ejército aliado durante diez meses en las Misiones, retirándose los portugueses hacia Río Pardo sin lograr ponerse de acuerdo sobre el límite en las cabeceras del río Ibicuy y sin entregar la Colonia del Sacramento a España el 12 de diciembre de 1757. En noviembre de 1756 Viana hace construir el fuerte de San Antonio del Salto Chico (hoy ciudad uruguaya de Salto).[2] Para resolver los puntos aún pendientes, los comisarios acordaron reunirse en la Junta de Yacuy el 1 de junio de 1758, pero no se llegó a un acuerdo sobre el Ibicuy.
Un historiador uruguayo cita al gobernador de Montevideo, Viana, que al entrar a San Miguel, una de las misiones y pueblo que el no conocía, habría exclamado: "¿Y éste es uno de los pueblos que nos mandan entregar a los portugueses? Debe de estar loca la gente de Madrid..."
Sea verídica o no la anécdota y el lamento, las misiones jesuíticas no pasaron a manos de Portugal, ni Colonia del Sacramento a España, pero poco después, en 1761, durante la Guerra de los Siete Años, el rey Carlos III de España logró anular el tratado de Madrid, que quedó sin efecto por medio del Tratado de El Pardo.

#### La Expulsión de los Jesuitas
La Pragmática Sanción de 1767 fue uno de los procedimientos más agresivos de restringir los fueros eclesiásticos ante los tribunales civiles y de limitar sus funciones legales. Por ella se dictaba la expulsión de los jesuitas de todos los dominios de la corona de España, incluyendo los de Ultramar, lo que suponía un número cercano a los 6.000. Al mismo tiempo, se decretaba la incautación del valioso patrimonio que la Compañía de Jesús tenía en estos reinos. Previamente se había producido su expulsión de Portugal (1759), de Francia (1763), y posteriormente se produjo la supresión de la Compañía de Jesús por el Papa (1773, con el breve Dominus ac Redemptor), aunque sobrevivió en Rusia y volvió a autorizarse por Pío VIII en 1813.
Esta Pragmática Sanción fue dada por Carlos III en El Pardo el 2 de abril de 1767, con este título o encabezamiento: 

Pragmática sanción de su Magestad en fuerza de ley para el estrañamiento de estos Reynos a los Regulares de la Compañía, ocupación de sus Temporalidades, y prohibición de su restablecimiento en tiempo alguno, con las demás prevenciones que expresa.

Al ser expulsados los jesuitas por orden del rey Carlos III mediante la Pragmática Sanción del 27 de febrero de 1767, franciscanos, dominicos y mercedarios tomaron a su cargo los pueblos misioneros. El gobernador de Buenos Aires, Francisco de Bucarelli dictó las Ordenanzas de 1768, dividiendo el territorio de las Misiones entre dos gobernadores interinos.

Gobierno de las Misiones Guaraníes en 1783, en su máxima extensión hasta el río Negro (Uruguay) por el sur, dentro del Virreinato del Río de la Plata.

La Real Ordenanza de Intendentes del 28 de enero de 1782, creó la provincia subordinada de los Treinta Pueblos de las Misiones Guaraníes, aunque en los aspectos políticos y administrativos los departamentos de Yapeyú, San Miguel y Concepción siguieron dependiendo de Buenos Aires y los de Santiago y Candelaria pasaron a depender de la Intendencia del Paraguay con sede en Asunción.
El 17 de mayo de 1803, Misiones volvió a tener un gobernador al separar la Corona los Treinta Pueblos de las Misiones Guaraníes de las Intendencias de Buenos Aires y del Paraguay nombrando un gobierno político y militar. El 12 de septiembre de 1805, el rey español ordenó que transitoriamente se unificara el mando de los gobiernos de Misiones y del Paraguay en la persona de Bernardo de Velasco con sede en Asunción. Lo sucedió Tomás de Rocamora a principios de 1810.

## De la Revolución de Mayo a la República de Entre Ríos

### Separación del Paraguay
Al producirse la Revolución de Mayo, el representante del gobernador Velasco, Tomás de Rocamora, adhirió a ella solicitando la protección de la Primera Junta el 23 de julio de 1810, por lo que esta lo nombró Gobernador Intendente de Misiones. El gobernador titular, Velasco (gobernador también de Paraguay) ordenó una requisa de armas en los departamentos misioneros de Santiago y Candelaria, en los que hizo jurar fidelidad al Consejo de Regencia de Cádiz, es decir, se mantuvo sujeto a la Corona. Este hecho fue comunicado a la Junta el 15 de septiembre por Rocamora.
El 4 de septiembre de 1810 Manuel Belgrano (con el grado de brigadier) fue nombrado comandante en jefe de las fuerzas destinadas a operar en la Banda Oriental, pero el 22 de septiembre fue extendida su autoridad a las jurisdicciones de Santa Fe, Entre Ríos, Corrientes, Misiones y Paraguay. Transitó por el territorio misionero comandando la Expedición al Paraguay, estableciendo la capital de Misiones en Candelaria y recibiendo el aporte de milicianos guaraníes al mando de Rocamora. El 30 de diciembre de ese año, dio desde su campamento en Tacuarí, el Reglamento para el régimen político y administrativo y reforma de los pueblos de Misiones
Después de la derrota de Belgrano y establecido un gobierno revolucionario en el Paraguay, por el Tratado firmado entre Buenos Aires y Asunción el 12 de octubre de 1811 se establecía una confederación y el Paraná como límite provisorio entre ambos estados, pero se dejaba en custodia del gobierno de Asunción el Departamento de Candelaria hasta la reunión de un Congreso General que estableciera los límites, manteniéndolo hasta 1815, en que fue ocupado por el caudillo misionero Andrés Guazurarí (Andresito), federal, hijo adoptivo y estrecho aliado de José Gervasio Artigas.

### Artigas

Las Misiones Orientales antes de la invasión luso-brasilera de 1819

El gobernador intendente Tomás de Rocamora fue relevado del cargo a fines de mayo de 1811, sin que la Junta de Buenos Aires le nombrara un sucesor. Los diez pueblos que permanecieron bajo órbita bonaerense quedaron bajo el gobierno de los subdelegados: Celedonio José del Castillo en el departamento de Concepción y Bernardo Pérez Planes en el de Yapeyú, bajo control directo de Buenos Aires.
Tras la evacuación de la Banda Oriental debido al tratado firmado con el virrey Elío, la Junta de Buenos Aires restableció la Tenencia de Gobierno del departamento de Yapeyú, nombrando el 15 de noviembre de 1811 al entonces coronel José Gervasio Artigas como Teniente Gobernador Justicia Mayor y Capitán, fijando la sede en Santo Tomé (hoy en la provincia de Corrientes) y con jurisdicción sobre los diez pueblos. Sin embargo, Artigas después de realizar el éxodo oriental, cruzó el río Uruguay e instaló su campamento en la zona del arroyo Ayuí Grande (hoy Entre Ríos), todavía perteneciente a las Misiones, desde donde gobernó el territorio misionero.
El unitario Manuel de Sarratea, como "General en Jefe del Ejército de Oriente y Capitán General de la Banda Oriental del Paraná", relevó a Artigas de su cargo y nombró el 16 de agosto de 1812 a Elías Galván "Teniente Gobernador de todos los pueblos de Misiones" con sede en La Cruz.
El 13 de noviembre de 1812 Galván fue reemplazado interinamente por Bernardo Pérez Planes, subdelegado del departamento de Yapeyú, quien gobierna hasta el 19 de marzo de 1814 (días antes de ser ajusticiado), fecha en que La Cruz cae en poder de Blas Basualdo y de Vicente Antonio Matiauda.
Matiauda, quien era el subdelegado paraguayo del Departamento Candelaria, desobedeció a su gobierno e invadió el departamento de Concepción, expulsando al subdelegado Celedonio José del Castillo, uniéndose luego a las tropas del artiguista Basualdo.
Artigas, ya en guerra contra los unitarios instalados en Buenos Aires crea la Liga de los Pueblos Libres, a la que queda integrada Misiones gobernada por Blas Basualdo primero y poco después por Matiauda, quien había sido relevado de su cargo por el gobierno paraguayo. Siendo nombrado por Artigas como comandante general de Armas de Misiones en el mes de mayo.
El 13 de noviembre de 1813 la Asamblea del año XIII decretó:

La Asamblea General ordena que los 10 pueblos de Misiones de la dependencia de las Provincias Unidas, nombren un Diputado que concurra á representarlos en esta Asamblea General, á cuyo efecto se librarán las órdenes que corresponden por el Supremo Poder Ejecutivo.

JOSÉ MOLDES, Presidente — Hipólito Vieytes, Secretario

### Creación de Corrientes
Por decreto del 10 de septiembre de 1814 Gervasio Posadas, director supremo de las Provincias Unidas del Río de la Plata, al crear la provincia de Corrientes, anexó los pueblos de Misiones a su territorio, generando un problema de autonomía que se prolongó durante 70 años incorporando teóricamente también el Departamento Candelaria que permanecía en custodia del Paraguay.
Tras la recuperación del control de Buenos Aires sobre Entre Ríos y Corrientes, Matiauda abandonó a Artigas y el 19 de septiembre de 1814 fue nombrado "Gobernador Interino del departamento de Yapeyú" y luego por decreto del director supremo como "Coronel graduado y Teniente Gobernador de los Pueblos Misioneros".
Sin embargo, Gregorio Rodríguez, subdelegado del departamento de Concepción, se subordinó al cabildo de Corrientes haciendo valer el decreto de creación de esta provincia.

### Andrés Guacurarí
Poco después, a fines de 1814, una invasión paraguaya depuso a ambos gobernantes y tras el triunfo de los aliados de Artigas sobre las tropas directoriales en la Mesopotamia y la Banda Oriental, éste nombró como Comandante General de Misiones a Andrés Guacurarí, quien en marzo de 1815 se instaló en Santo Tomé y en abril expulsó a los paraguayos del Departamento de Concepción.

Bandera de Misiones desde 1815 hasta 1827.

El 12 de septiembre Guacurarí ocupó y expulsó a los paraguayos de Candelaria y poco después de los demás pueblos misioneros al sur del Paraná: Santa Ana, Loreto, San Ignacio y Corpus.
El 12 de septiembre de 1816, Andrés Guacurarí cruzó el río Uruguay en Itaquí, iniciando la guerra de recuperación de las Misiones Orientales, pero no logró su objetivo y el comandante militar portugués de Misiones, Francisco das Chagas Santos, contraatacó pasando el río Uruguay por Itaquí el 19 de enero de 1817, ocupando La Cruz y Yapeyú. Como consecuencia de estas acciones, los lusobrasileños saquean y destruyeron los pueblos de Concepción, La Cruz, Yapeyú, Santo Tomé, Santa María, San Javier y Mártires, traspasando de regreso el Uruguay el 26 de febrero de 1817 llevándose consigo todo lo que tuviera valor y 1800 misioneros obligados a acompañarlos.
Los paraguayos aprovechando estas acciones, retomaron Candelaria, Santa Ana, Loreto, San Ignacio y Corpus, permaneciendo hasta mayo de 1817, cuando destruyeron los pueblos y evacuaron la población para ser distribuida en su territorio. Los habitantes que lograron huir de Loreto se dirigieron hacia el occidente fundando los pueblos de San Miguel y de Loreto en el actual territorio correntino.
En marzo de 1817 Guacurarí fundó en la barra del río Miriñay, la nueva capital misionera: Asunción del Cambay. A principios de mayo recuperó todo el territorio abandonado por portugueses y paraguayos.

Francisco das Chagas Santos volvió a pasar el río Uruguay, pero fue vencido en Apóstoles el 2 de junio de 1817, repasando el río.
El 18 de marzo de 1818, Chagas invadió nuevamente, cruzó por tercera vez el río Uruguay en San Francisco de Borja, destruyendo Apóstoles y San Carlos, en donde derrota a misioneros y correntinos, volviendo a San Borja el 20 de abril. Intentan nuevamente los paraguayos el 5 de abril recuperar Candelaria, pero son rechazados. El 20 de junio, por el Paso de Santa María, Guacurarí intentó invadir territorio brasileño, pero fue rechazado.
Tras la destitución del gobernador artiguista de Corrientes Juan Bautista Méndez, Guacurarí derrotó al gobierno pro-unitario de esa provincia y entró pacíficamente en la capital correntina el 21 de agosto, siendo nombrado Comandante General de Misiones y de Corrientes. A fines de septiembre repone como gobernador intendente de Corrientes al coronel Juan Bautista Méndez, previo a rechazar el 10 y el 11 de octubre un ataque paraguayo a la ciudad de Corrientes.
Guacurarí cruzó a fines de abril el río Uruguay ocupando el pueblo de San Nicolás el 29 de abril de 1819. Derrotado nuevamente por los lusobrasileños, el 24 de junio, en el paso de San Lucas por donde intentaba repasar el Uruguay, fue apresado desapareciendo desde entonces sus rastros.
Tras la captura de Guacurarí, Artigas llama a una conferencia en Nuestra Señora de la Asunción del Cambay, de la que participa junto al gobernador de Corrientes, Juan Bautista Méndez y los principales jefes guaraníes. En esta reunión, el 22 de septiembre de 1819 fue reconocido Pantaleón Sotelo como Comandante General Interino de la Provincia de Misiones. Se acordó también que la zona misionera entre el río Mocoretá y el arroyo Yeruá, tenga un alcalde indígena dependiente de Misiones y un comandante militar dependiente de Entre Ríos.

### Invasión luso-brasileña
El 22 de enero de 1820, las tropas guaraníes y orientales fueron derrotadas en la batalla de Tacuarembó por los lusobrasileños, muriendo Sotelo. Esta batalla marca la disolución de la Liga de los Pueblos Libres de Artigas, ya que casi con simultaneidad, Fructuoso Rivera abandona las filas artiguistas y el 1 de febrero Francisco Ramírez triunfa en la batalla de Cepeda y firma el Tratado del Pilar, rompiendo posteriormente con Artigas.

## De la República de Entre Ríos al fin de la Guerra de la Triple Alianza

### República de Entre Ríos
El 5 de marzo de 1820 el que fuera lugarteniente de Guazurarí, Francisco Javier Sití fue aclamado como Comandante General Interino de la Provincia de Misiones. El 25 de julio, se pasa al bando de Ramírez, firmando poco después el Acuerdo de Mocoretá, donde reconoce a Ramírez la dirección de la provincia de Misiones.
El 15 de agosto, Artigas intenta ocupar Asunción del Cambay, pero es rechazado y el 5 de septiembre de 1820, en Candelaria cruza el río Paraná con 200 hombres que fueron repartidos entre distintos pueblos del Paraguay, terminando la actuación pública de Artigas.
El 30 de noviembre de 1820 el caudillo entrerriano, Francisco Ramírez, proclamó la República de Entre Ríos, pasando a ser Corrientes y Misiones departamentos de esta última.
Desinteligencias entre Sití y Ramírez, hacen que éste envíe fuerzas de invasión a Misiones que ocupan Asunción del Cambay el 9 de diciembre, pasando gran parte del ejército misionero a refugiarse en territorio portugués. A partir de entonces Misiones deja de tener un comandante general, nombrando Ramírez comandantes locales.
Nicolás Aripí quedó como comandante de los pueblos al norte del río Aguapey y Félix de Aguirre, al sur de este río.
El 10 de julio de 1821 la "República de Entre Ríos" se disolvió con la muerte de Ramírez, conservando Entre Ríos el área entre el arroyo Yeruá y el río Mocoretá incorporados a las Misiones en el siglo XVIII durante el gobierno de Juan de San Martín y que el decreto de Posadas había incluido en la provincia de Entre Ríos.

### Anexión a Corrientes
Restablecida la provincia de Corrientes el 12 de octubre de 1821, su nuevo gobernador Nicolás Ramón de Atienza, intentó incorporar los territorios misioneros a su jurisdicción, obteniendo respuesta favorable del comandante Félix de Aguirre. El área al norte del Aguapey comandada por Nicolás Aripí, se negó a incorporarse a Corrientes y fue ocupada por tropas paraguayas en diciembre de 1821 que destruyeron totalmente los pueblos misioneros.

### Secesión misionera
El Tratado del Cuadrilátero firmado el 25 de enero de 1822 entre las provincias de Buenos Aires, Santa Fe, Entre Ríos y Corrientes, reconoció la autonomía de Misiones, que quedó en libertad de solicitar la protección de alguna de las provincias firmantes. Los límites con Corrientes fueron fijados por este tratado en el río Miriñay y la Tranquera de Loreto.

Artículo 3°. (...) quedando divisorios provisoriamente de la de Entre Ríos y Corrientes, los arroyos Guayquiraró, Miriñay, Tranquera de Loreto, con el territorio de Misiones (...)

Artículo 15°. El territorio de Misiones queda libre para formarse su Gobierno y para reclamar la protección de cualquiera de las provincias contratantes.

El territorio al sur del río Aguapey (formado por los pueblos de: San Roquito, Asunción del Cambay, San Miguel, Yatebú (o Loreto), La Cruz y Yapeyú) quedó el 1 de febrero en 1822 bajo la tutela del gobernador santafesino Estanislao López, como Comandancia General de Misiones, "mientras conforma su propio gobierno" y bajo el mando de Félix de Aguirre con sede en San Roquito.
Un congreso realizado en San Miguel en abril de 1824, proclamó a Félix de Aguirre como "Gobernador de Misiones".
Aguirre ordenó el 15 de diciembre de 1824 ocupar el Paso de Higos (actual Monte Caseros), en un intento por recuperar para Misiones los territorios entre el Miriñay y el Mocoretá, reconocidos a Corrientes por el Tratado del Cuadrilátero, pero su intento fracasa, debiendo reconocer el 27 de agosto de 1825 los límites fijados por este tratado.

### Guerra del Brasil
Durante la guerra con Brasil, en marzo y en noviembre de 1826, fuerzas brasileñas intentaron invadir Misiones pero fueron derrotadas.
A principios de 1828 durante la Guerra del Brasil el caudillo santafesino Estanislao López delegó al caudillo oriental Fructuoso Rivera la recuperación de las Misiones Orientales, quien lo logró en diez días, pero tras el Convención Preliminar de Paz del 27 de octubre de 1828, le fueron devueltas al Brasil. En enero de 1829, Rivera evacuó el territorio junto con 4.000 de sus habitantes guaraníes que pasaron a la Banda Oriental, donde fueron reubicados en el nuevo pueblo de Santa Rosa de la Bella Unión del Quareim.
Aguirre fue destituido, el 14 de enero de 1827, siendo nombrado gobernador Mariano Aulestia, quien se puso bajo las órdenes de Corrientes que ocupó el territorio al sur del Aguapey. El 19 de abril de 1830 el pueblo de La Cruz firmó un pacto de incorporación a la Provincia de Corrientes hasta tanto un futuro congreso nacional decidiera (véase: s:Pacto de incorporación de La Cruz a Corrientes). Esta provincia reivindicó todo el territorio misionero el 1 de septiembre de 1832.

### Presencia paraguaya
En septiembre de 1832 fuerzas correntinas pasaron la Tranquera de Loreto, ocupando Candelaria y desalojando a los paraguayos de la zona al sur del río Paraná. A mediados de 1834, Paraguay volvió a ocupar esos territorios con un ejército de entre 4.000 y 5.000 hombres, estableciendo una guardia en la Tranquera de Loreto y fortificando particularmente el punto llamado Trinchera de San José (actual ciudad de Posadas) y permaneciendo allí hasta el inicio de la Guerra de la Triple Alianza.
El 31 de julio de 1841, el gobernador correntino Pedro Ferré firmó un tratado con el Paraguay por el cual se reconocía como perteneciente a ese estado San José de la Rinconada, Santa Ana, Loreto, San Ignacio, Corpus y San José hasta la Tranquera de Loreto y San Carlos, Apóstoles, Mártires y los otros pueblos que están en la costa de río Uruguay, sin embargo tal tratado no fue aceptado por ningún gobierno nacional argentino.

### Guerra del Paraguay
En 1865 durante la Guerra de la Triple Alianza, las tropas paraguayas fueron desalojadas de las zonas que ocupaban en Misiones desde 1834, siendo recuperado el territorio por la Argentina. El coronel Isidoro Fernández Reguera avanzó sobre Misiones por orden de Bartolomé Mitre, batió al destacamento que ocupaba Capón Paraguayo, cerca de Playadito, y el 3 de octubre derrotó a la guarnición de Trinchera de los Paraguayos (hoy Posadas) y avanzó y ocupó Candelaria.

## De la Guerra de la Triple Alianza a la actualidad

### Territorio Nacional de Misiones
El 22 de diciembre de 1881, por ley se federalizó a Misiones, separándola de la Provincia de Corrientes, creándose el Territorio Nacional de Misiones que recibió a su primer gobernador (coronel Rudecindo Roca) el 11 de enero de 1882. La nueva capital fue el pueblo de Corpus que pasó a ser llamado “Ciudad de San Martín”, sin embargo el gobernador residía en la actual ciudad de Posadas que seguía perteneciendo a Corrientes. Por la ley N.º 1.437 del 30 de julio de 1884 Posadas fue incorporada al Territorio Nacional de Misiones y declarada su capital.

El 16 de octubre de 1884 la Ley N.º 1.532 que organizó los Territorios Nacionales en Gobernaciones. En esa época el territorio de las Misiones mesopotámicas había quedado casi totalmente despoblado debido a las continuas guerras, esto motivó que el gobierno nacional promoviera la repoblación con inmigrantes polacos, ucranianos (principalmente desde la Galizia y Podolia) quienes refundaron Apóstoles y fundaron otros pueblos (hoy ciudades) como Oberá, Montecarlo y Wanda, etc. a estos inmigrantes se sumaron daneses y alemanes (muchos de estos procedentes de los estados al sur del Brasil).

### Límites fronterizos

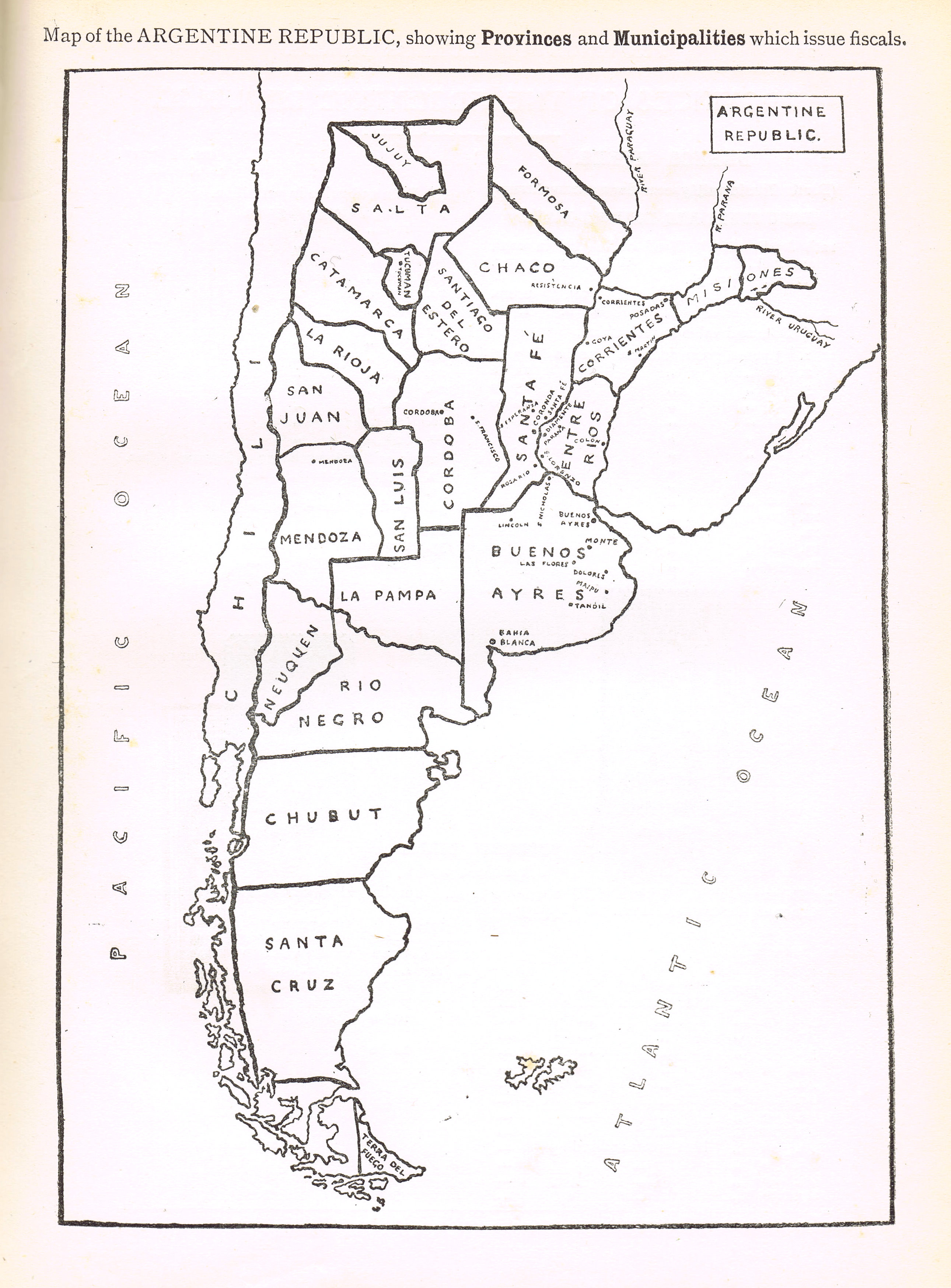
Mapa de Argentina hacia principios de 1900 con los aproximadamente 30.000 km² de las Misiones Orientales mesopotámicas, que se adjudicaban al Territorio de Misiones Argentina (el territorio actual de la Provincia de Misiones es la mitad del territorio reivindicado originalmente).

En 1895 la República Argentina debió reconocer la soberanía brasileña sobre el territorio delimitado por los ríos San Antonio, Pepirí Guazú, Uruguay, Iguazú, Chapecó y Jangada en el nordeste del entonces Territorio de Misiones. Estos dos últimos eran llamados Pequirí-Guazú y San Antonio Guazú por el gobierno argentino generándose una confusión que dio lugar al litigio, al no poder determinarse cuales eran los ríos Pepirí-Guazú y San Antonio fijados como límites por tratados entre España y Portugal, los límites orientales reivindicados a fines de siglo XIX por Argentina comenzaron siendo los ya citados río Pequirí Guazú (o río Chapecó o Xapeco) hasta sus fuentes en el Cerro de Oyárbide (Morro do Capão Doce) ubicado en las coordenadas 26°44′S 51°26′O / -26.733, -51.433 y el San Antonio Guazú (o Jangada), ante la evidente resolución de Cleveland que dio razón a la posición brasileña, Argentina intentó una solución intermedia como último recurso, hubo un retroceso en la reclamación: se buscó mantener al caudaloso Pequirí Guazú como límite aunque ya no hasta sus fuentes en el cerro más elevado sino siguiendo una línea longitudinal que corría por las cercanías de las poblaciones actualmente llamadas Quilombo, y Pato Branco (Pato Blanco) hasta el río Chopim luego la frontera correría por este caudaloso curso hasta su desembocadura en el Iguazú y desde allí volvería hacia el oeste siguiendo la vaguada del río Iguazú. Unos 30.000 km² debieron ser reconocidos al Brasil por laudo del presidente estadounidense Cleveland.

### Provincialización
El 10 de diciembre de 1953 por iniciativa del presidente Juan Domingo Perón, la ley N° 14.294 dispuso la provincialización del Territorio Nacional de Misiones.
En 1954 el comisionado nacional Claudio Arrechea convocó a elecciones para la primera convención constituyente provincial, que se reunió entre el 8 y el 12 de noviembre de 1954. El primer día de sesiones se presentó el único proyecto con la firma de todos los convencionales que fue aprobado sin reformas.
Tras el derrocamiento de Perón por la autodenominada Revolución Libertadora, la constitución provincial fue derogada el 27 de abril de 1956. El gobierno militar convocó a una nueva Convención Constituyente, que inició sus sesiones el 30 de agosto de 1957 y sancionó una nueva constitución el 21 de abril de 1958.

### Revueltas de 2024
Debido a la crisis económica del país y la suspensión de las transferencias discrecionales, el 17 de mayo de 2024 empezó una revuelta de parte de la policía provincial, que fue secundada y seguida por parte de los sectores del sistema educativo y del sanitario y personal retirado para reclamar mejoras salariales.
La policía se acuarteló y tomaron el Comando Radioeléctrico I en Posadas el 17 de mayo y cortaron la calle con sus vehículos y con la quema de neumáticos. Ante el levantamiento de la policía se formó un gabinete de crisis comandado por Hugo Passalacqua, gobernador de la provincia y por la ministra de Seguridad Nacional, Patricia Bullrich. Además se mandaron personal de Gendarmería y uniformados federales para desalojar las instalaciones del Comando Radioeléctrico mientras que se sumaban a las protestas nuevos policías llegados de la zona centro de la provincia.
El 19 de mayo los capellanes Szyszkowski, Fabián y Tomás, se unían a la protestas y celebraban una misa por la dignidad de los trabajadores en la que citando la encíclica Laborem exercens de Juan Pablo II enfatizaba que el trabajo humano no es una mercancía y que la justicia exige que los trabajadores reciban una compensación adecuada para vivir dignamente y mantener a sus familias.
El día 20 docentes y sanitarios se unían a la protestas policiales junto a otros sectores y cortaban por varias horas la Ruta Nacional º 12 a la altura de Santa Ana, Garupá y Puerto Iguazú. Mientras el Gobierno de Misiones denunció penalmente por presunta sedición.
Tanto Milei como Bullrich afirmaron que se trataba de un problema provincial y que lo único que harían es enviar fuerzas federales y por "obligación".
El 22 de mayo se unían a las protestas efectivos de Infantería, empleados de la judicatura y trabajadores de empresas privadas y pública que afirmaron que continuarían con las protestas y las acampadas hasta conseguir una solución. Ese mismo día comenzaron a surgir protestas del mismo tipo en el resto de provincias argentinas.
El 23 de mayo algunos manifestantes intentaron entrar por la fuerza en la sede de la Cámara de Representantes provincial y en la casa del gobernador en Posadas, pero fueron reprimidos por la policía que no actuaba en las protestas.
Días después el Obispado de Misiones, recordando la Revolución de Mayo, llamaban a gobernantes y ciudadanos al diálogo y trabajar por la justicia y la paz.
Transcurrida una semana, 24 de mayo, las negociaciones entre el Gobierno y la policía, liderada por el comisario Mario Gentile, fracasaron. Entre las exigencias de los protestantes se encontraba la de una amnistía generalizada para los participantes en las protestas como la que hubo cuando en 2012 ocurrieron unos hechos similares. La FAIE también emitió un comunicado que bajo el lema "El pan nuestro de cada día dánoslo hoy" se solidarizaba con los trabajadores.
Ese mismo día los yerbateros de la provincia se sumaron a las protestas contra la apertura de importaciones de materia prima que el gobierno nacional de Javier Milei habilitó a partir del DNU 70/23.
Tras doce días de protestas, el 29 de mayo, se llegaba un acuerdo con la policía para subirles el sueldo y acordaron una nueva reunión en julio. Los profesores y sanitarios siguieron acampados por las protestas a las que se unieron las comunidades mbya.